# Xakxuk
Xakxuk (em árabe: شكشوك) é uma cidade do distrito de Jabal Algarbi, na Líbia.

## História
Próximo a fonte de Ras Uádi em Xakxuk foram descobertos cinco sítios da cultura ateriana; entalhes e denticulados são tipos comuns em todos esses sítios e há exemplares de peças espigadas aterianas. Em 1 de junho de 2011, na Guerra Civil Líbia, tropas insurgentes capturaram as cidades de Xakxuk de Alcácer Alhaje. Essa vitória permitiu a Jadu, situada alguns quilômetros a leste, acesso a suprimentos do fronte de Jefrém.